# Asgardsrei (EP)
Asgardsrei ist ein Mini-Album der NSBM-Band Absurd. Es wurde 1999 von Steffen Zopf, dem Betreiber des Labels No Colours Records, finanziert und unter dem fiktiven Label IG Farben Produktion – dessen Name eine Anspielung auf die mit dem NS-Regime verstrickte I.G. Farben, die vor allem durch die Produktion des Giftstoffes Zyklon B bekannt wurde, ist – veröffentlicht. Es handelte sich um das bis 2022 letzte Album Absurds, an dem Mitglieder der Originalbesetzung beteiligt war. Es wurde im September 2010 indiziert.

## Titelliste
1. .... Leben ist Krieg, Krieg ist Leben .... – 4:06
2. Asgardsrei – 3:38
3. Crux gammata – 2:54
4. Germanien über alles – 10:09
5. Sonnenritter – 7:04

Auf einigen Neuveröffentlichungen befinden sich zusätzlich einer oder mehrere der folgenden Titel:
1. Für Germanien – 4:03
2. Tod vor Sonnenaufgang – 2:41
3. Als Die Alten Jung Noch Waren – 2:44
4. Vampire – 4:20

Der Track Vampire wurde erstmals 1998 auf der No Colours Records Compilation Vol. 2 veröffentlicht.

## Hintergrund und Inhalt
Das Material wurde 1996 und 1998 geschrieben und bis auf das Intro .... Leben ist Krieg, Krieg ist Leben .... und Sonnenritter im November 1998 im Adlerskerbe-Studio aufgenommen. Asgardsrei wird von Hendrik Möbus als erstes „ganzheitliches“ Werk angesehen, das auch vom Konzept und Layout „aufeinander abgestimmt“ wurde. Für ihn bedeutet das Werk die Abkehr vom musikalischen Dilettantismus der ersten Veröffentlichungen. Sein Bruder Ronald hingegen äußerte in einem Interview, die EP habe „unter einem total vermurksten Endmix“ gelitten.
Der Name Åsgårdsrei stammt aus der germanischen Mythologie und bezeichnet die skandinavische Version der Wilden Jagd. Nach den Aussagen der Band im Beiheft bezeichnet der Begriff Asgardsrei ein göttliches, germanisches Kriegertum, welches sich während des Mittelalters und der Neuzeit Europas vor allem in den Tempelrittern, den deutschen Ordensrittern und der Waffen-SS gezeigt haben soll. Bestandteil der Asgardsrei seien „arische Werte und Fertigkeiten“ um das Überleben der Rasse und des „heiligen Blutes“ zu sichern. Asgardsrei zeigt offen die rechtsextreme Gesinnung der Band, diese propagiert hierbei einen mit der Rassenlehre des Nationalsozialismus vermischten Neopaganismus.
Im Vorfeld erschien bei Wolftower Productions die Kassette Sonnenritter, die ausschließlich zur Promotion bestimmt war, mit den Titeln Germanien über alles, Als die Alten jung noch waren und Crux gammata. Außerdem erschien eine auf 88 Exemplare beschränkte Vorabversion der EP; 88 steht in der rechtsextremen Symbolik für den Hitlergruß. Das Mastering der EP wurde von Peter Kubik von der Band Abigor durchgeführt, für welche Hendrik Möbus bereits 1995 einen Liedtext verfasste.
Das Intro .... Leben ist Krieg, Krieg ist Leben ...., das Industrial/Ambient mit Marschrhythmen verbindet, wurde von Rob Darken von der polnischen Band Graveland komponiert und aufgenommen. Das Lied Crux gammata (lateinisch für ‚Hakenkreuz‘), ist instrumental gehalten, im Hintergrund laufen die Rede eines nationalsozialistischen Politikers und die Rede von Otto Ernst Remer, welche er am 20. Juli 1944 vor dem Wachbataillon „Großdeutschland“ in Berlin hielt. Der Text von Germanien über alles verherrlicht die Zeit des Nationalsozialismus und propagiert ein „seit Äonen schon“ existierendes großgermanisches Reich „von Ost bis Engeland / Von der Arktis, vom Eismeer, bis zum südlichen Alpenrand“. Das titelgebende Lied Asgardsrei verherrlicht den Tod auf dem Schlachtfeld. Das Lied Sonnenritter wurde von Hendrik Möbus während seiner Haftzeit geschrieben; danach sandte er es Josef Maria Klumb, der den Text leicht bearbeitete und einsang, während Raymond Plummer von seiner Band Von Thronstahl die Musik dazu komponierte; auch hier vermischen sich Marsch- und Industrial-/Ambient-Elemente. Nach eigenen Aussagen wusste Klumb damals weder von der rechtsextremen Gesinnung Möbus’ noch von dem Sondershausen-Mord.

## Aufmachung
Das Cover der Erstpressung zeigt mit Schwertern bewaffnete Krieger bei einem Überfall. Das Logo auf dem Cover hat statt des Drudenfußes eine rundgebogene Swastika, das inverse Kreuz wurde durch einen Mjölnir ersetzt.
Das Beiheft der Erstpressung enthält neben den Liedtexten und dem Text Ein Ruf zu den Waffen… einen Essay von Varg Vikernes. Es wird von Fotografien und Zeichnungen aus dem Dritten Reich illustriert. Wo in den Originalbildern ein Hakenkreuz auftauchte, wurde es durch das damalige Logo der Allgermanischen Heidnischen Front, das Wotans Auge darstellt, ersetzt. Auf der Rückseite des Beihefts steht in Runen die Aufforderung „Kämpft und siegt für ein einig Großgermanien“.
Es existieren diverse Nachpressungen des Asgardsrei-Albums, die meistens noch zusätzliche Lieder enthalten und mit alternativen Covern ausgestattet sind. Eine von dem US-amerikanischen Label Resistance Records herausgegebene Neuauflage zeigt auf dem CD-Druck einen SS-Offizier vor einer Trommel, auf der die Worte „Adolf Hitler Standarte“ stehen, sowie ein Meer von Hakenkreuzflaggen auf dem Inlay mit dem Text „Absurd hails all those who believe in the 14 Words“. Eine auf 100 Kopien limitierte LP-„Spezialversion“, die auf dem polnischen Label Wolftower Productions erschien, zeigt als Frontmotiv einen SS-Totenkopf sowie als Gatefold-Gestaltung ein Foto Adolf Hitlers. Bei der auf demselben Label erschienenen Kassettenversion wurde das Pentagramm des Logos gegen ein schwarzes Hakenkreuz auf rotem (Cover) bzw. weißem (Inlay) Grund ausgetauscht.

## Veröffentlichungen
- 1999, IG Farben Produktion (CD)
- 1999, Wolftower Productions (12"-Vinyl und Kassette)
- 2002, Resistance Records (CD)
- 2004, Valknut Records (Digipak-CD)
- 2004, World Terror Committee (12"-Vinyl, Picture Disc)
- 2006, Hammerbund (CD)
- 2008, Nebelfee Klangwerke (CD)
- 2012, Strong Survive Records (CD, Remaster)
- 2012, Satanic Skinhead Propaganda (12"-Vinyl)
- 2012, Totenkopf Propaganda (CD, Remaster)
- 2016, IG Farben Produktion (12"-Vinyl)